# Zalesie (powiat białostocki)
Zalesie – wieś w Polsce położona w województwie podlaskim, w powiecie białostockim, w gminie Dobrzyniewo Duże.
W latach 1975–1998 miejscowość należała administracyjnie do województwa białostockiego.
Urodził się tu Józef Werobej (ur. 17 września 1890, zm. 27 kwietnia 1976 w Londynie) – oficer piechoty Armii Imperium Rosyjskiego, generał brygady Wojska Polskiego.
Wierni kościoła rzymskokatolickiego należą do parafii Najświętszej Maryi Panny Nieustającej Pomocy w Kozińcach.